# Catherine-Anne Franquinet
Catherine-Anne Franquinet, connue sous le nom de Mère Marie Angeline de Saint-François, est une religieuse du couvent des Sépulcrines de Verviers à partir de 1733.

## Biographie

### Jeunesse
Catherine-Anne vit dans une famille nombreuse. Son père, François Franquinet, fils d'un banquier-fabricant de draps (1671-1754) est bourgmestre de Verviers de 1721 à 1723. Avec son épouse Angéline Alexandre Pirons (1682-1736), ils ont 11 enfants dont Catherine-Anne est la cinquième.

### Carrière au couvent
Catherine-Anne a vingt ans lorsqu'elle entre au couvent en 1733. Ses parents ne lui trouvent pas de mari dans le cercle très fermé des banquiers-fabricants de draps de la région verviétoise car elle est boiteuse et peu gracieuse. Catherine-Anne apporte une dot conséquente qui finance en partie la construction de la future chapelle Saint-Lambert (22 000 florins) à l'intérieur du couvent des Sépulcrines dans le quartier des Récollets de Verviers.
D'abord accueillie comme simple religieuse, elle devient « procureuse » du couvent, ensuite « prieuse », « sous-prieuse » puis est désignée Mère supérieure, poste qu'elle occupe pendant douze ans. Elle vit pendant quarante-cinq ans au sein du couvent des Sépulcrines où elle décède en 1778.

### Mort
Les Sépulcrines de Verviers disent à sa mort :

« Le 26 novembre 1778 des décédée en notre Seigneur notre très chère et bien-aimée sœur La Mère Marie Angeline de St-François dite Franquinet, native de Verviers, âgée de 65 ans et professe de 46, ayant été 10 ans procureuse et 12 ans Supérieur. Elle a gouverné avec douceur, prudence et charité. Nous sommes très obligés de prier Dieu pour le repos de son âme parce qu'elle a donné à notre église trois beaux ornements; elle a laissé 100 francs après sa mort pour acheter du vin pour dire la messe ; elle a donné les quatre petits chandeliers d'argent pour mettre sur l'autel aux prières de 40 heures. Sa sœur Jeanne nous a donné le beau vénérable (sic) avec un rayon de diamants à l'entour. Son frère nous a donné les deux belles lampes d'argent qu'on met aux deus côtés de celle qui est au milieu. Requiescat in pace »